# Тищенко Олександр Романович
Тищенко Олександр Романович (нар. 1 грудня 1914 с. Бабайківка Царичанського р-ну Дніпропетровської обл. - пом. 3 липня 1986 Київ) - український мистецтвознавець, реставратор, педагог, кандидат мистецтвознавства (1969), створив і очолював кафедру реставрації в Київському художньому інституті, професор кафедри техніки i технологи живопису i реставрації.

## Біографія
Тищенко Олександр Романович народився 1 грудня 1914 у селі Бабайківка Царичанського р-ну Дніпропетровської області. Закінчив Луганський хіміко-технологічний інститут. Працював викладачем вечірнього робітфаку мистецтв, з 1933 - викладачем хімії i технологій на керамічному відділенні Луганського художнього училища.
Брав участь у Другій світовій війні.
З 1945, був директором Луганської дитячої художньої школи i завідувачем навчальної частини Луганського художнього училища. У 1959-1962 обіймав посаду завідуючого виробництвом Васильківського майолікового заводу на Київщині, у 1961 очолив технологічну лабораторію майоліки Українського науково-дослідного інституту скляної та порцеляно-фаянсової промисловості.
У 1962 розпочав педагогічну діяльність у Київському художньому інституті на посаді доцента, викладав дисципліни "Техніка та технологія живописних матеріалів" і "Декоративно-прикладне мистецтво". У 1969 захистив кандидатську дисертацію i наступного року очолив створену ним кафедру реставрації. Обіймав посаду професора кафедри техніки i технологи живопису i реставрації з 1978.
Як мистецтвознавець, добре знав мистецтво кераміки та її збірки в усіх музеях України, під час викладання використовував багатий ілюстративний матеріал - кераміку, вишивку, декоративний розпис, різьблення по дереву i каменю, карбований метал. У ньому поєднувалися хімік-аналітик та хімік-технолог, професійний археолог i визначний мистецтвознавець.

## Наукові праці
"Історія декоративно-прикладного мистецтва України", який вийшов друком у двох книгах:
- "Декоративно-прикладне мистецтво східних слов'ян i давньоруської народності. 1 ст, до н.е. - середина XIII ст, н.е." (К., 1983)
- "Історія декоративно-прикладного мистецтва України XIII- XVIII ст," гк., 1992.